# Under Execution, Under Jailbreak
Under Execution, Under Jailbreak (死刑執行中脱獄進行中?, Shikei shikkōchū datsugoku shinkōchū, lett. "Esecuzione in corso, evasione in corso") è un manga che raccoglie quattro storie autoconclusive di Hirohiko Araki precedentemente pubblicate singolarmente in Giappone su diverse riviste e quindi riunite in un unico volume, edito da Shūeisha il 19 novembre 1999.
Le quattro storie sono: Under Execution, Under Jailbreak; Dolce: Die Hard the Cat; Così parlò Rohan Kishibe, Episode 16: At a Confessional; e Deadman's Questions. Correda il volume una nota dell'autore sulla genesi delle varie storie e sul suo rapporto con i racconti brevi. Due delle storie vedono la comparsa di personaggi noti ai lettori della quarta serie di Le bizzarre avventure di JoJo: Rohan Kishibe e Yoshikage Kira.
L'edizione italiana è stata curata da Star Comics e pubblicata dal 1º ottobre 2001.

## Trama

### Deadman's Questions
Il protagonista è descritto come uno spirito vagabondo che non è a conoscenza della sua vita quando era vivo. Come un fantasma intrappolato nel mondo dei vivi dopo la sua morte, lavora per una monaca, uccidendo obiettivi che lei gli dà in cambio di denaro. Crede che, facendo di questo lavoro, potrebbe trovare la felicità. Per uno dei suoi contratti, viene mandato a uccidere un assassino di bambini in fuga nascosto in un appartamento con la sua dolce metà. Dopo un contorto tentativo di entrare nell'appartamento a causa delle regole dell'essere un fantasma, il bersaglio viene eliminato, a quel punto il protagonista rivela di chiamarsi Yoshikage Kira.
In un'altra missione, viene inviato nella villa di un soldato che si è trasformato in uno spirito per scoprire il motivo dietro la morte delle persone nella zona. È sorpreso di vedere che anche gli oggetti possono diventare spiriti e desidera vivere nella villa, poiché non solo può manipolare gli oggetti, ma anche sentirli, poiché sono spiriti proprio come lui. Entusiasta dopo aver trovato la felicità, Kira indaga sulla villa, inclusi i vari libri spirituali, i CD e il fuoco al suo interno. Si imbatte in molte uova dall'aspetto sospetto e ne tocca alcune. Le uova si aprono e rilasciano creature che si rivelano essere dei fantasmi chiamati "Cleanser". Uno di loro entra nel braccio di Kira e inizia a mangiarlo dall'interno, costringendolo a tagliargli il braccio mentre la creatura si arrampica su tutto il suo corpo. Kira quindi giunge alla conclusione che sono purificatori di spiriti e la villa era un nido delle sue uova. Tentano di purificarlo perché ha toccato le loro uova, ma trova la stanza che aveva visto prima in un dipinto di un soldato e usa la pistola, che era montata sul muro, per uccidere le creature. Kira fugge dalla villa e va a indagare sulle informazioni che la monaca gli ha fornito, affermando che se avesse trovato degli errori, si sarebbe assicurato che lei scoprisse personalmente la credibilità del regno inferiore. Poi si chiede se il braccio di lei rimarrebbe al posto di quello perduto.

## Contenuti
Il volume è una raccolta di storie brevi di Hirohiko Araki già serializzate in precedenza su diverse riviste. Ne fanno parte:
- Under Execution, Under Jailbreak (死刑執行中脱獄進行中?, Shikei shikkōchū datsugoku shinkōchū), one-shot pubblicato da Shueisha sulla rivista Super Jump l'11 gennaio 1995.
- Dolce: Die Hard the Cat (ドルチ 〜ダイ・ハード・ザ・キャット〜?, Doruchi: Dai Hādo za Kyatto), storia di due capitoli serializzata sulla rivista di Shūeisha Manga Allman dal 2 al 16 ottobre 1996.
- Così parlò Rohan Kishibe, Episodio 16 - Il confessionale (岸辺露伴は動かない 〜エピソード16:懺悔室〜?, Kishibe Rohan wa ugokanai, Episōdo 16: Zange-shitsu), one-shot pubblicato sulla rivista di Shūeisha Weekly Shōnen Jump nel 1997.
- Deadman's Questions (デッドマンズQ?, Deddomanzu Q), storia di tre capitoli pubblicata sulla rivista di Shūeisha Manga Allman nel luglio 1999.